# Il était deux fois (Doctor Who)
Il était deux fois (Twice Upon A Time en version originale) est un épisode spécial de la série télévisée britannique Doctor Who dont la première diffusion a lieu sur BBC One le 25 décembre 2017. Il marque la fin de l'ère du Douzième Docteur incarné par Peter Capaldi et du scénariste Steven Moffat, qui laisse sa place à Chris Chibnall à partir de la saison 11 de 2018. Il marque également la première apparition du Treizième Docteur, joué par Jodie Whittaker, qui est la toute première incarnation féminine du Docteur depuis le début de la série en 1963. Cet épisode est diffusé le 31 mars 2018 à 19 h 35 sur France 4.
Cet épisode est une continuation des événements après Le Docteur tombe, s'adressant au cliffhanger sur lequel il s'est terminé, et se déroule pendant l'histoire finale du Premier Docteur ; certains extraits de l'épisode The Tenth Planet, l'ultime épisode du Premier Docteur, sont utilisés dans l'épisode. Il était deux fois est le quatrième et dernier épisode de Noël de Peter Capaldi en tant que Douzième Docteur.
Depuis sa diffusion, la spéciale a reçu des critiques généralement positives.

## Distribution
- Peter Capaldi : Douzième Docteur
- David Bradley : Premier Docteur[2]
- Jodie Whittaker : Treizième Docteur
- Pearl Mackie : Bill Potts
- Jenna Coleman : Clara Oswald
- Matt Lucas : Nardole
- Mark Gatiss : le Capitaine Archibald Hamish Lethbridge-Stewart[3]
- Toby Whithouse : Soldat
- Lily Travers : Polly[4]
- Jared Garfield : Ben Jackson[4]
- Nikki Amuka-Bird : femme de verre (voix)[5]
- Nicholas Briggs : Voix des Daleks

## Synopsis
Deux Docteurs dans un paysage enneigé, refusant tous les deux de se régénérer. Un capitaine de l'armée britannique destiné à mourir dans les tranchées de la Première Guerre mondiale joue aussi un rôle dans cette histoire. Le Douzième Docteur doit se confronter au passé pour assurer son futur. Il prend conscience de la résilience de l'humanité, et se rattache à une lueur d'espoir au cours d'une de ses heures les plus sombres.

### Continuité
- C'est la septième fois que différentes incarnations du Docteurs se rencontrent et interagissent : cela s'est déjà produit dans les épisodes The Three Doctors (1973), The Five Doctors (1983), The Two Doctors (1985), Dimensions in Time (1993, cet épisode étant un crossover ne faisant pas officiellement partie de la continuité de la série), Time Crash (2007, mini épisode de 7 minutes) et Le Jour du Docteur (2013).
- Pour le Premier Docteur, cette aventure se déroule entre le moment où il repart dans le TARDIS et le moment où il se régénère dans The Tenth Planet (1966), un vide scénaristique qui n'avait pas été expliqué jusque-là.
- Le Premier Docteur dit que la Terre est une planète de niveau 5, le Onzième Docteur disait la même chose aux Atraxis dans Le Prisonnier Zéro.
- Le Premier Docteur commente négativement la nouvelle apparence de la salle de contrôle du Tardis, comme à chaque fois qu'une incarnation plus ancienne a découvert le Tardis d'un de ses successeurs (The Three Doctors, Time Crash, le Jour du Docteur).
- L'organisation Testimony énumère également plusieurs titres futurs du Docteur : « L'Ombre du Valeyard » (de l'épisode The Trial of a Time Lord supposé être un avatar du côté sombre du Docteur), « La Tempête qui approche » (À la croisée des chemins), « L’Empereur de la Pandorica » (La Pandorica s'ouvre, mettant en scène le Onzième Docteur), « La Bête de Trenzalore » (L'Heure du Docteur), « Le Boucher de la Lune du crâne » et « Le Docteur de la Guerre » (Montée en enfer), « Le Destructeur de Skaro » en référence à la destruction de la planète (Remembrance of the Daleks).
- Le Douzième Docteur fait atterrir le Tardis sur Villengard, une planète connue pour ses usines d'armes, évoquée dans le Docteur danse.
- Quand l'officier britannique demande pourquoi il parle de « Première » guerre mondiale, Le Douzième Docteur lui répond "Spoilers ..." (en VF : « C'est pas l'heure ... »), qui est l'une des phrases fétiches de River Song.
- Le Docteur retrouve Rusty, le Dalek qu'il a rencontré dans l'épisode Dans le ventre du Dalek.
- Avant que les deux Docteurs renvoient le Capitaine sur le champ de bataille d'Ypres, celui-ci leur demande de veiller sur sa famille, qui s'avère être celle du Brigadier Lethbridge-Stewart.
- Le Docteur rappelle qu'il déteste les poires, ce qu'il avait dit à Clara dans Montée en enfer et ce que le dixième Docteur disait à Martha dans La Famille de sang.